# 中村格子
中村 格子（なかむら かくこ、1966年9月13日 - ）は、日本の医師、医学博士、整形外科専門医、スポーツドクター。よこはま健康づくり広報大使。

## 概要
岩手県盛岡市生まれ。父は法務官僚・検察官、母はピアノ教師。神奈川県立横浜緑ケ丘高等学校、横浜市立大学医学部を卒業。横浜市立大学附属病院、相模原協同病院、横須賀北部共済病院、自治医科大学整形外科助教、日光市民病院整形外科課長、国立スポーツ科学センタースポーツクリニック研究員を経て、2014年4月に東京都渋谷区の代官山にスポーツ整形外科専門のDr.KAKUKOスポーツクリニックを開業。東京有明医療大学の非常勤講師、横浜市立大学の客員教授。
30代半ばまでは臨床整形外科医として勤務。その後、スピードスケート日本代表チームのチームドクター、JOC強化スタッフとしてスポーツドクターとしても活動。日光市民病院退職後、国立スポーツ科学センターの医学研究員となり日本代表選手団をサポートするようになる。
この間、僻地医療で感じた予防医療への重要性と、トップアスリートの選手寿命を維持するためのコンディショニングの重要性の中に多くの共通点を見出し、2010年に最初の著書である「女医が教えるマジカルエクササイズ」を刊行。
2012年に講談社より刊行した『実はスゴイ！大人のラジオ体操』は発売3日で15万部を記録し、日経MJヒット商品番付西の小結に選出された。その翌年に「もっとスゴイ！大人のラジオ体操」「いきいきシニアの大人のラジオ体操」を含めシリーズ累計80万部を超えるベストセラーとなった。これらの中で、中村は「ラジオ体操は、考えぬかれた究極の全身運動」と言っている。
本人が東北出身ということもあり、このシリーズの印税の一部は、東日本大震災の被災地支援として、福島県、宮城県、岩手県に寄付されている。
2014年8月より横浜市長より、よこはま健康づくり広報大使に任命される。

## 略歴[5]
- 1992年（平成4年）3月、横浜市立大学医学部を卒業する。医師免許取得。
- 1996年（平成8年）3月、横浜市立大学大学院卒業、医学博士取得。
- 1996年（平成8年）厚生連相模原協同病院整形外科 医員
- 1999年（平成11年）横須賀北部共済病院整形外科 医員
- 2002年（平成14年）自治医科大学整形外科学講座助教
- 2003年（平成15年）日光市民病院整形外科科長・自治医科大学整形外科非常勤講師
- 2009年（平成21年）国立スポーツ科学センター医学研究部研究員
- 2013年（平成25年）横浜市立大学客員教授就任
- 2014年（平成26年）Dr.KAKUKOスポーツクリニックを開業、院長となる。
- 2014年（平成26年）よこはま健康づくり広報大使に就任[3]。

## 専門分野

### 認定医・専門医・資格
- 日本整形外科学会認定整形外科専門医[10]
- 日本整形外科学会認定スポーツドクター
- 日本体育協会公認スポーツドクター
- 日本障害者スポーツ協会公認障害者スポーツドクター
- 日本NSCAジャパン認定CSCS
- 2級ラジオ体操指導士
- 日本アロマ環境協会認定アロマテラピーアドバイザー

### スポーツ関係役職[2]
- 日本オリンピック委員会 (JOC) 医・科学・情報専門委員会医学サポートスタッフ
- 日本スケート連盟医科学強化スタッフ ( - 2012.3)
- 日本体操協会医科学強化スタッフ
- 栃木県体育協会医科学委員

### 所属学会
- 日本臨床スポーツ医学会
- 日本整形外科学会
- 日本整形外科スポーツ医学会
- 日本抗加齢医学会

## 著書
- 女医が教えるマジカルエクササイズ すばる舎リンケージ (2010/12/17)、ISBN 978-4883999767
- 女医が教えるマジカル『美脚』エクササイズ すばる舎 (2011/7/15)、ISBN 978-4799100455
- 女医が実践する！10秒マジカルダイエット (TJMOOK) 宝島社 (2011/9/16)、ISBN 978-4796686143
- Dr.KAKKOのツンツンくびれ体操 講談社、ISBN 9784062997539
- 美ボディ女医の「体幹プチトレ」で即くびれ！DVD付き[ムック本] マキノ出版、ISBN 9784837662037
- おしりビューティ 2週間で美尻に！美ボディ女医が教える、おしり改造エクササイズ  講談社 (2012/4/24)、ISBN 978-4062997614
- 実はスゴイ！大人のラジオ体操 (DVD付き)[11] 講談社 (2012/4/24)、ISBN 978-4062997614
- 整形外科医が教えるボールで骨盤ストレッチダイエット 日経BP社 (2012/6/29)、ISBN 978-4822261573
- NHK「DVD」中村格子 きれいの魔法 簡単！メリハリ美脚レッスン 竹緒
- 首・肩・腰の痛みをとる！伸筋力トレーニング [単行本] 青春出版社 (2012/7/28)、ISBN 978-4413019613
- 整形外科医がずっと教えたかった 医者いらずの体の整え方 [単行本] 講談社 (2013/2/27)、ISBN 978-4062177856
- Dr.中村格子の全身コンディショニングでマイナス10歳ボディー（NHK出版 生活実用シリーズ）【ムック】NHK出版 (2013/5/18)、ISBN 978-4141991724
- 田中雅美 x 中村格子のビューティースイミング[12]（NHK出版 趣味Do楽シリーズ）NHK出版 (2013/5/25)、ISBN 978-4141897675
- DVD付き 「もっとスゴイ！大人のラジオ体操 決定版」(講談社の実用BOOK) [単行本（ソフトカバー）] 講談社 (2013/6/6)、ISBN 978-4062997874
- DVD付き いきいきシニアの「大人のラジオ体操」(講談社の実用BOOK) [単行本（ソフトカバー）] 講談社 (2013/9/5)、ISBN 978-4062997898
- 1日3分で健康に 体を内から変える バーエクササイズ (NHKまる得マガジン) [ムック] NHK出版 (2014/5/26)、ISBN 978-4148272208
- 10歳若返る！姿勢バイブル (2015/3/18) 小学館 ISBN 4091038565

## 連載雑誌
- 日経ヘルス「Dr.中村格子のポジティブボディ講座」
- いきいき 「Dr.中村格子の美からだ学」
- オレンジページからだの本 「一生ビフォアな女たち」
- オレンジページからだの本 「ドクターが教えるから本当に効く美ボディメイクエクササイズ」